# Kleinia tuberculata
Kleinia tuberculata là một loài thực vật có hoa trong họ Cúc. Loài này được Thulin mô tả khoa học đầu tiên năm 2003.